# さよならはダンスの後に
「さよならはダンスの後に」（さよならはだんすのあとに）は、1965年3月10日に発売された倍賞千恵子のシングル。

## 解説
オリジナル版
1965年発売。年末までに150万枚を売り上げた。作曲者の小川寛興は本曲で第7回日本レコード大賞作曲賞を受賞した。この曲をモチーフに松竹が同名の歌謡映画を製作している。
B面の「妹よ」は、NHKの番組『きょうのうた』（1964年放送）の為に制作された曲である。
リメイク版
1990年7月から9月に放送された東海テレビ制作昼の帯ドラマ『ラストダンス』の主題歌として使用。倍賞の夫で同ドラマの音楽を手掛けた小六禮次郎が編曲を担当した。
オリジナル版と比べてテンポが遅く、キーも低くなっている。

## 収録曲
オリジナル版
1. さよならはダンスの後に（3分35秒）
作詞：横井弘／作曲・編曲：小川寛興
2. 妹よ（3分20秒）
作詞：岩谷時子／作曲・編曲：桜井順

## エピソード
作曲者の小川は後年、「さよならはダンスの後に」とアニメ『美少女戦士セーラームーン』主題歌「ムーンライト伝説」（歌：DALI／作曲：小諸鉄矢）との酷似に気付き、日本音楽著作権協会（JASRAC）を仲介して交渉し、最終的に著作権使用料の一部を小川に分配することで和解した。同楽曲の制作に関わった長戸大幸は作曲段階から本楽曲を模して「ムーンライト伝説」を作っており、バレないだろうと考えていたが後に上記の問題が生じた事を証言している。

## カバー
さよならはダンスの後に
- 中村晃子（1971年、非売品シングル）
- ザ・ヴィーナス（1982年、シングル。アルバム『JIGSAW PARTY』にも収録。）
- 秋元順子（2013年、アルバム『Dear Songs ～夢をつないで～』収録。）
- 吉幾三（2016年、アルバム『あの頃の青春を詩う vol.3』収録。）

## 映画
本曲を題材とする歌謡映画が、1965年12月5日に松竹系で公開された。90分。

### スタッフ
- 製作 - 鈴木和年
- 脚本 - 八木美津雄、津久田一正
- 監督 - 八木美津雄
- 撮影 - 平瀬静雄
- 美術 - 佐藤公信
- 音楽 - 小川寛興
- 録音 - 堀義臣
- 照明 - 津吹正
- 編集 - 杉原よ志
- スチール - 佐藤不二於

### 出演者
- 池原しのぶ - 桑野みゆき
- 池原隆一 - 藤岡弘
- 金沢の叔母 - 沢村貞子
- 小金井直子 - 市川瑛子
- 春川ミキ - 倍賞千恵子
- 牧田真一郎 - 沢本忠雄
- 会社の部長 - 宮口精二
- 陽子 - 宗方奈美
- 田中大介 - 柳沢真一
- バーのマダム - 千之赫子
- 大阪支社長 - 浜田寅彦

## メディアでの使用
- 1991年にジブリ映画、『おもひでぽろぽろ』で挿入歌として使用されている。27歳のタエ子が果物屋に立ち寄っているシーンでではあるが、たった数秒間だけでノイズ扱いであるため、かなり聴き取りにくい。
- 1995年公開の映画、『みんな～やってるか!』の主題歌として使用されている。